# AXS TV
AXS TV američka je kabelska televizijska postaja u većinskom vlasništvu poduzeća Anthem Sports & Entertainment. Televizijski je program specijaliziran za prijenos koncerata, televizijskih igara, dokumentaraca, intervjua i borilačkih sportova poput mješovitih borilačkih vještina i profesionalnog hrvanja.

## Povijest
Televizijski kanal je počeo emitirati 6. rujna 2001. kao HDNet u visokoj rezoluciji u vlasništvu HDNeta, čiji su vlasnici tada bili Mark Cuban, vlasnik Dallasa Mavericka, te Philip Garvin, vlasnik Colorado Studiosa i Mobile TV Groupa.  Program je prvotno bio namijenjen pretežno muškim gledateljima raznim sadržajima kao što su televizijske serije, športski događaji i koncerti. Od prosinca 2001. do siječnja 2002. HDNet je ekskluzivno emitirao američku invaziju na Afghanistan u visokoj rezoluciji s bivšim CNN-ovim dopisnikom Peterom Arnettom. U veljači 2002. program je izravno prenosio devete Zimske Olimpijske igre koje su se održale u Salt Lake Cityju otprilike jednu trećinu svog programa. Ovaj je prijenos kasnije kupio NBC i emitiran je u 24-satnom terminu na digitalnim televizijskim signalima NBC-ovih postaja.
Postaja je postupno proširila odašiljanje svog programa na satelitske pružatelje usluga, poput DirecTV-a i Dish Networka, kao i kabelskih kanala Charter Communicationsa, Insighta Communicationsa, Mediacoma, Suddenlink Communicationsa, Verizon FiOS-a i AT&T U-versea. Dana 4. rujna 2019. Cuban je objavio da je mreža potpisala sporazum s Comcastom o prenošenju HDNet-a i HDNet Movies-a na različitim tržištima. Pružatelj je započeo s prijenosom HDNeta na mnogim glavnim tržištima od 30. rujna 2010. U studenom 2009. DirecTV postao je prvi davatelj koji je ponudio usluge video na zahtjev "HDNet"-a and "HDNet Movies"-a.

### AXS TV
Dana 18. siječnja 2012. tvrtka HDNet ušla je u zajednički pothvat s tvrtkom Anschutz Entertainment Group (AEG), Ryanom Seacrestom i tvrtkom Creative Artists Agency (CAA), u kojem bi AEG, CAA i tvrtka Ryan Seacrest Media kupili dionice, dok bi Mark Cuban dobio većinski udio. Kanal je rebrendiran 2. srpnja 2012. kao AXS TV. Tvrtka Dish Network najavila je kako će proširiti distribuciju TV kanala kupcima koji se ne pretplate za HD sadržaj.
Dana 14. veljače 2013. tvrtka CBS Corporation preuzela je veći dio kanala, a kao zamjenu je omogućila emitiranje raznih događaja koji se inače emitiraju na CBS-u.

### Anthem Sports & Entertainment
Dana 9. rujna 2019. kanadska tvrtka Anthem Sports & Entertainment najavila je da je kupila veći dio AXS TV-a i HDNet Movies-a.
Osnivač i vlasnik tvrtke Anthem Sports & Entertainment Leonard Asper izjavio je kako nemaju nikakvih planova oko promjene rasporeda programa AXS TV-a.

## Program